# Пылемец
Пы́лемец — деревня в Заполярном районе Ненецкого автономного округа России. Входит в состав Великовисочного сельсовета.

## География
Деревня расположена в малонаселённой местности на реке Печора ниже устья  реки Нижняя Пылемецкая. В 11 км к юго-западу находится ближайший населённый пункт — деревня Лабожское.

## Население
| 2002 | 2010 |
| ---- | ---- |
| 57   | ↘44  |

Численность населения деревни, по данным Всероссийской переписи населения 2010 года, составляла 44 человека.

## Сотовая связь
Оператор сотовой связи стандарта GSM: МТС (в зоне покрытия).

## Промышленность
С 1939 по 1980-й годы в деревне работал кирпичный завод.

## Носители русской эпической традиции, сказители былин

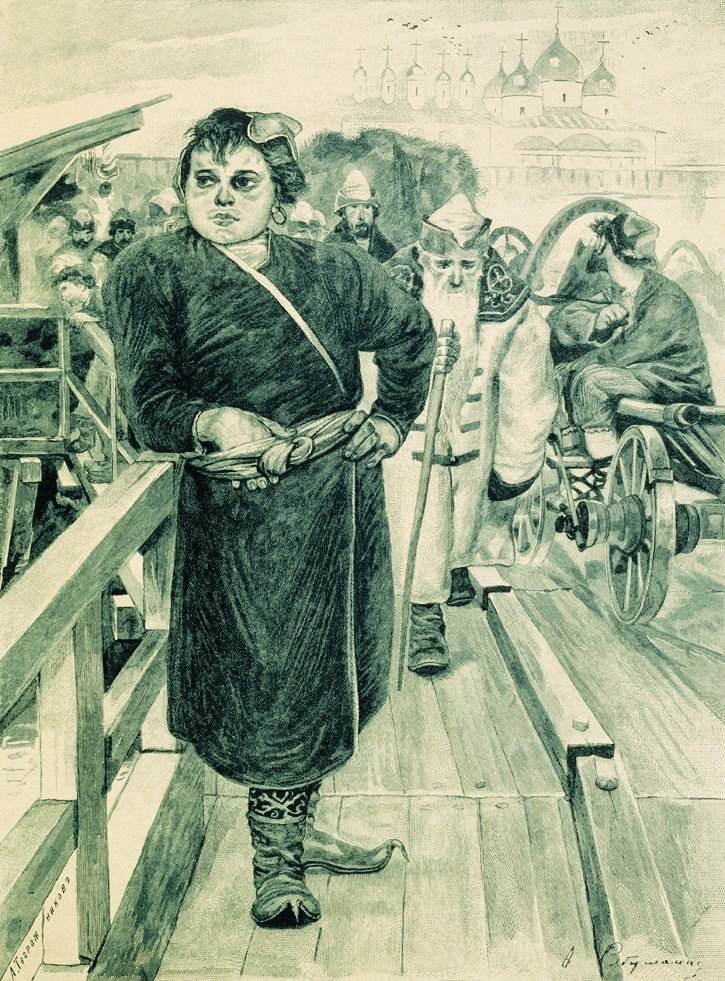
Андрей Петрович Рябушкин. «Василий Буслаев». 1895. Иллюстрация к книге «Русские былинные богатыри»

Былины в деревне Пылемец и других сёлах Печёры были записаны российским фольклористом, этнографом Н.Е. Онучковым в 1901 году. В своём труде "Печорские былины", изданном в 1904 году он не только записал сами былины, но и подробно описал характеры, образ жизни самих сказителей и характер исполнения ими былин. В Пылемце две былины были записаны от Хабарова Степана Фёдоровича («Михайло Карамышев»,«Василий Буслаев»)

## Карты
- Лист карты Q-39-21,22. Масштаб: 1 : 100 000. Указать дату выпуска/состояния местности.